# 图瓦塞
图瓦塞（法語：Thoissey，法語發音：[twasɛ]）是法国东部安省的一个市镇，属于布雷斯地区布尔格区。

## 地理
图瓦塞（46°10'21"N, 4°48'7"E）面积1.34 平方千米，位于法国奥弗涅-罗讷-阿尔卑斯大区安省，该省份为法国东部省份，北起汝拉省，西北接索恩-卢瓦尔省，西接罗讷省和里昂大都会，南至伊泽尔省，东与萨瓦省、上萨瓦省和瑞士接壤。
与图瓦塞接壤的市镇（或旧市镇、城区）包括：沙拉罗讷河畔圣迪迪耶、德拉塞。

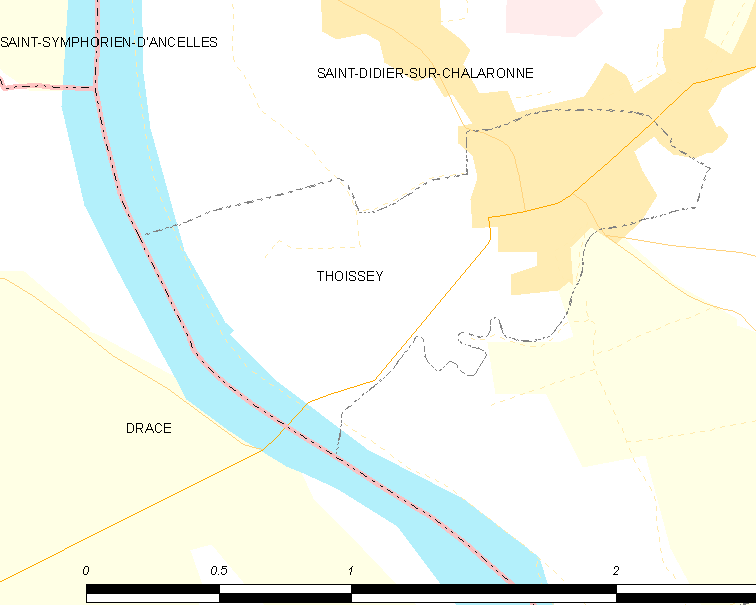
图瓦塞的OSM定位图

图瓦塞的时区为UTC+01:00、UTC+02:00（夏令时）。

## 行政
图瓦塞的邮政编码为01140，INSEE市镇编码为01420。

## 政治
图瓦塞所属的省级选区为沙拉罗讷河畔沙蒂永县。

## 人口

1962-2008年间图瓦塞人口变化图示

图瓦塞于2022年1月1日时的人口数量为1644人。